# 메자강
메자강(러시아어: река́ Межа́)은 러시아 트베리주를 흐르는 강이다. 발다이 구릉에서 발원을 해서 서드비나강으로 흘러 들어간다.
넬리도보가 이곳에 위치해 있다.